# Suïssa a la Copa del Món de futbol
Aquest és el registre dels resultats de Suïssa a la Copa del Món. Suïssa no ha estat mai campiona, i la seva millor participació ha estat disputar els quarts de final, que ho ha fet en tres ocasions: 1934, 1938 i 1954.

## Resum d'actuacions
Campions      Finalistes      Tercers      Quarts
Un requadre vermell indica que eren amfitrions del campionat.
| Historial a la Copa del Món | Historial a la Copa del Món | Historial a la Copa del Món | Historial a la Copa del Món | Historial a la Copa del Món | Historial a la Copa del Món | Historial a la Copa del Món | Historial a la Copa del Món | Historial a la Copa del Món |
| Edició                      | Ronda                       | Posició                     | PJ                          | PG                          | PE                          | PP                          | GF                          | GC                          |
| --------------------------- | --------------------------- | --------------------------- | --------------------------- | --------------------------- | --------------------------- | --------------------------- | --------------------------- | --------------------------- |
| 1930                        | No hi participà             | No hi participà             | No hi participà             | No hi participà             | No hi participà             | No hi participà             | No hi participà             | No hi participà             |
| 1934                        | Quarts de final             | 7s                          | 2                           | 1                           | 0                           | 1                           | 5                           | 5                           |
| 1938                        | Quarts de final             | 7s                          | 3                           | 1                           | 1                           | 1                           | 5                           | 5                           |
| 1950                        | Primera fase                | 6s                          | 3                           | 1                           | 1                           | 1                           | 4                           | 6                           |
| 1954                        | Quarts de final             | 8s                          | 4                           | 2                           | 0                           | 2                           | 11                          | 11                          |
| 1958                        | No es classificà            | No es classificà            | No es classificà            | No es classificà            | No es classificà            | No es classificà            | No es classificà            | No es classificà            |
| 1962                        | Primera fase                | 16s                         | 3                           | 0                           | 0                           | 3                           | 2                           | 8                           |
| 1966                        | Primera fase                | 16s                         | 3                           | 0                           | 0                           | 3                           | 1                           | 9                           |
| 1970                        | No es classificà            | No es classificà            | No es classificà            | No es classificà            | No es classificà            | No es classificà            | No es classificà            | No es classificà            |
| 1974                        | No es classificà            | No es classificà            | No es classificà            | No es classificà            | No es classificà            | No es classificà            | No es classificà            | No es classificà            |
| 1978                        | No es classificà            | No es classificà            | No es classificà            | No es classificà            | No es classificà            | No es classificà            | No es classificà            | No es classificà            |
| 1982                        | No es classificà            | No es classificà            | No es classificà            | No es classificà            | No es classificà            | No es classificà            | No es classificà            | No es classificà            |
| 1986                        | No es classificà            | No es classificà            | No es classificà            | No es classificà            | No es classificà            | No es classificà            | No es classificà            | No es classificà            |
| 1990                        | No es classificà            | No es classificà            | No es classificà            | No es classificà            | No es classificà            | No es classificà            | No es classificà            | No es classificà            |
| 1994                        | Vuitens de final            | 16s                         | 4                           | 1                           | 1                           | 2                           | 5                           | 7                           |
| 1998                        | No es classificà            | No es classificà            | No es classificà            | No es classificà            | No es classificà            | No es classificà            | No es classificà            | No es classificà            |
| 2002                        | No es classificà            | No es classificà            | No es classificà            | No es classificà            | No es classificà            | No es classificà            | No es classificà            | No es classificà            |
| 2006                        | Vuitens de final            | 10s                         | 4                           | 2                           | 2                           | 0                           | 4                           | 0                           |
| 2010                        | Primera fase                | 19s                         | 3                           | 1                           | 1                           | 1                           | 1                           | 1                           |
| 2014                        | Vuitens de final            | 11s                         | 4                           | 2                           | 0                           | 2                           | 7                           | 7                           |
| 2018                        | Vuitens de final            | 14s                         | 4                           | 1                           | 2                           | 1                           | 5                           | 5                           |
| 2022                        | Vuitens de final            | 12s                         | 4                           | 2                           | 0                           | 2                           | 5                           | 9                           |
| 2026                        | Pendent                     | Pendent                     | Pendent                     | Pendent                     | Pendent                     | Pendent                     | Pendent                     | Pendent                     |
| 2030                        | Pendent                     | Pendent                     | Pendent                     | Pendent                     | Pendent                     | Pendent                     | Pendent                     | Pendent                     |
| 2034                        | Pendent                     | Pendent                     | Pendent                     | Pendent                     | Pendent                     | Pendent                     | Pendent                     | Pendent                     |
| Total                       | Quarts de final             | Quarts de final             | 41                          | 14                          | 8                           | 19                          | 55                          | 73                          |

## Itàlia 1934

### Vuitens de final
| Suïssa                          | 3–2     | Països Baixos        |
| ------------------------------- | ------- | -------------------- |
| Kielholz 7', 43' · Abegglen 66' | Informe | Smit 29' · Vente 69' |

### Quarts de final
| Txecoslovàquia                          | 3–2     | Suïssa                   |
| --------------------------------------- | ------- | ------------------------ |
| Svoboda 24' · Sobotka 49' · Nejedlý 82' | Informe | Kielholz 18' · Jäggi 78' |

## França 1938

### Vuitens de final
| Suïssa       | 1–1 (pr.) | Alemanya    |
| ------------ | --------- | ----------- |
| Abegglen 43' | Informe   | Gauchel 29' |

| Suïssa                                         | 4–2     | Alemanya                            |
| ---------------------------------------------- | ------- | ----------------------------------- |
| Walaschek 42' · Bickel 64' · Abegglen 75', 78' | Informe | Hahnemann 8' · Lörtscher 22' (p.p.) |

### Quarts de final
| Suïssa | 0–2    | Hongria                     |
| ------ | ------ | --------------------------- |
|        | Report | Sárosi 40' · Zsengellér 89' |

## Brasil 1950

### Primera fase: Grup 1
| Pos | Equip      | PJ | PG | PE | PP | GF | GC | DG | Pts | Classificació           |
| --- | ---------- | -- | -- | -- | -- | -- | -- | -- | --- | ----------------------- |
| 1   | Brasil     | 3  | 2  | 1  | 0  | 8  | 2  | +6 | 5   | Avança a la segona fase |
| 2   | Iugoslàvia | 3  | 2  | 0  | 1  | 7  | 3  | +4 | 4   |                         |
| 3   | Suïssa     | 3  | 1  | 1  | 1  | 4  | 6  | −2 | 3   |                         |
| 4   | Mèxic      | 3  | 0  | 0  | 3  | 2  | 10 | −8 | 0   |                         |

| Iugoslàvia                               | 3–0     | Suïssa |
| ---------------------------------------- | ------- | ------ |
| Mitić 59' · Tomašević 70' · Ognjanov 75' | Informe |        |

| Brasil                    | 2–2     | Suïssa          |
| ------------------------- | ------- | --------------- |
| Alfredo 3' · Baltazar 32' | Informe | Fatton 17', 88' |

| Suïssa                  | 2–1     | Mèxic       |
| ----------------------- | ------- | ----------- |
| Bader 10' · Antenen 44' | Informe | Casarín 89' |

## Suïssa 1954

### Primera fase: Grup 4
| Pos | Equip      | PJ | PG | PE | PP | GF | GC | DG | Pts | Classificació                         |
| --- | ---------- | -- | -- | -- | -- | -- | -- | -- | --- | ------------------------------------- |
| 1   | Anglaterra | 2  | 1  | 1  | 0  | 6  | 4  | +2 | 3   | Avança a la segona fase               |
| 2   | Suïssa     | 2  | 1  | 0  | 1  | 2  | 3  | −1 | 2   | Van disputar un partit pel segon lloc |
| 3   | Itàlia     | 2  | 1  | 0  | 1  | 5  | 3  | +2 | 2   | Van disputar un partit pel segon lloc |
| 4   | Bèlgica    | 2  | 0  | 1  | 1  | 5  | 8  | −3 | 1   |                                       |

| Suïssa                  | 2–1     | Itàlia        |
| ----------------------- | ------- | ------------- |
| Ballaman 18' · Hügi 78' | Informe | Boniperti 44' |

| Anglaterra               | 2–0     | Suïssa |
| ------------------------ | ------- | ------ |
| Mullen 43' · Wilshaw 69' | Informe |        |

Partit pel segon lloc:
| Suïssa                                    | 4–1     | Itàlia    |
| ----------------------------------------- | ------- | --------- |
| Hügi 14', 85' · Ballaman 48' · Fatton 90' | Informe | Nesti 67' |

### Segona fase

#### Quarts de final
| Àustria                                                             | 7–5     | Suïssa                                 |
| ------------------------------------------------------------------- | ------- | -------------------------------------- |
| Wagner 25', 27', 53' · A. Körner 26', 34' · Ocwirk 32' · Probst 76' | Informe | Ballaman 16', 39' · Hügi 17', 19', 60' |

## Xile 1962

### Primera fase: Grup 2
| Pos | Equip               | PJ | PG | PE | PP | GF | GC | GR    | Pts | Classificació           |
| --- | ------------------- | -- | -- | -- | -- | -- | -- | ----- | --- | ----------------------- |
| 1   | Alemanya Occidental | 3  | 2  | 1  | 0  | 4  | 1  | 4,000 | 5   | Avança a la segona fase |
| 2   | Xile                | 3  | 2  | 0  | 1  | 5  | 3  | 1,667 | 4   | Avança a la segona fase |
| 3   | Itàlia              | 3  | 1  | 1  | 1  | 3  | 2  | 1,500 | 3   |                         |
| 4   | Suïssa              | 3  | 0  | 0  | 3  | 2  | 8  | 0,250 | 0   |                         |

| Xile                              | 3–1     | Suïssa      |
| --------------------------------- | ------- | ----------- |
| L. Sánchez 44', 55' · Ramírez 51' | Informe | Wüthrich 6' |

| Alemanya Occidental     | 2–1     | Suïssa        |
| ----------------------- | ------- | ------------- |
| Brülls 45' · Seeler 59' | Informe | Schneiter 73' |

| Itàlia                        | 3–0     | Suïssa |
| ----------------------------- | ------- | ------ |
| Mora 1' · Bulgarelli 65', 67' | Informe |        |

## Anglaterra 1966

### Primera fase: Grup 2
| Pos | Equip               | PJ | PG | PE | PP | GF | GC | GR    | Pts | Classificació           |
| --- | ------------------- | -- | -- | -- | -- | -- | -- | ----- | --- | ----------------------- |
| 1   | Alemanya Occidental | 3  | 2  | 1  | 0  | 7  | 1  | 7,000 | 5   | Avança a la segona fase |
| 2   | Argentina           | 3  | 2  | 1  | 0  | 4  | 1  | 4,000 | 5   | Avança a la segona fase |
| 3   | Espanya             | 3  | 1  | 0  | 2  | 4  | 5  | 0,800 | 2   |                         |
| 4   | Suïssa              | 3  | 0  | 0  | 3  | 1  | 9  | 0,111 | 0   |                         |

| Alemanya Occidental                                      | 5–0     | Suïssa |
| -------------------------------------------------------- | ------- | ------ |
| Held 16' · Haller 21', 77' (pen.) · Beckenbauer 40', 52' | Informe |        |

| Espanya                   | 2–1     | Suïssa      |
| ------------------------- | ------- | ----------- |
| Sanchís 57' · Amancio 75' | Informe | Quentin 31' |

| Argentina              | 2–0     | Suïssa |
| ---------------------- | ------- | ------ |
| Artime 52' · Onega 79' | Informe |        |

## Rússia 2018

### Primera fase: Grup E
| Pos | Equip      | PJ | PG | PE | PP | GF | GC | DG | Pts | Classificació        |
| --- | ---------- | -- | -- | -- | -- | -- | -- | -- | --- | -------------------- |
| 1   | Brasil     | 3  | 2  | 1  | 0  | 5  | 1  | +4 | 7   | Avança a segona fase |
| 2   | Suïssa     | 3  | 1  | 2  | 0  | 5  | 4  | +1 | 5   | Avança a segona fase |
| 3   | Sèrbia     | 3  | 1  | 0  | 2  | 2  | 4  | −2 | 3   |                      |
| 4   | Costa Rica | 3  | 0  | 1  | 2  | 2  | 5  | −3 | 1   |                      |

| Brasil       | 1–1     | Suïssa    |
| ------------ | ------- | --------- |
| Coutinho 20' | Informe | Zuber 50' |

| Sèrbia      | 1–2     | Suïssa                  |
| ----------- | ------- | ----------------------- |
| Mitrović 5' | Informe | Xhaka 52' · Shaqiri 90' |

| Suïssa                   | 2–2     | Costa Rica                       |
| ------------------------ | ------- | -------------------------------- |
| Džemaili 31' · Drmić 88' | Informe | Waston 56' · Sommer 90+3' (p.p.) |

### Segona fase

#### Vuitens de final
| Suècia       | 1–0     | Suïssa     |
| ------------ | ------- | ---------- |
| Forsberg 66' | Informe | Lang 90+4' |